# アプサラ・ホンサクン
アプサラ・ホンサクン（Apasra Hongsakula, タイ語: อาภัสรา หงสกุล, RTGS: Aphatsara Hongsakun, 発音 [ʔàː.pʰát.sā.rāː hǒŋ.sā.kūn]、1947年1月16日 - ）は、タイ王国のモデル・女優。1965年、第14回ミス・ユニバース世界大会（ミス・ユニバース1965）優勝。名前のカタカナ表記は、アプサラー・ホンサクンとする場合もある。

## 経歴
1947年1月16日、バンコクに生まれる。バンコクで育つが、英語を身につけるためマレーシア・ペナン州の女子中学校に通う（シンガポールの寄宿制学校とする資料もある）。
1964年、高校在学中にバンコクで開催されたミス・タイランドに出場。優勝。国を代表してミス・ユニバース1965に出場する権利を得る。開催地のマイアミビーチに行く前に、シリキット王妃からポーズを決める方法とウォーキングについてアドバイスを受ける。
1965年7月28日、フロリダ州マイアミビーチで開催された第14回ミスユニバース世界大会優勝。ミス・ユニバースとなる（タイ代表として初、アジア諸国代表としては児島明子に次いで2人目）。

### その後
1973年と1979年、審査員としてミス・ユニバースに参加。
2003年11月 政治学を学び、 Ramkhamhaeng大学卒業。2005年2月7日、修士の学位取得。
2009年8月、バンコクに美容目的のスパ施設"Apasra Beauty Slimming Spa"を開業。

## 私生活とゴシップ
1967年、シリキット王妃の最初の従兄弟Kieatikhun Kitiyakaraと結婚。一人の息子を儲ける。
1975年、Suthikiati Chirathivatと再婚。息子Patsornkornを儲ける。1985年、離婚。
2017年12月8日、Princess Soamsawaliの主催する式典で、息子のPatsornkorn Chirathivatは女優のRasri Balenciagaに正式にプロポーズした。